# The Blue Peter
The Blue Peter é um filme mudo do gênero aventura produzido no Reino Unido e lançado em 1928. Foi baseado na peça teatral de 1925 The Blue Peter, de E. Temple Thurston.